# Schwarzwälder Schinken

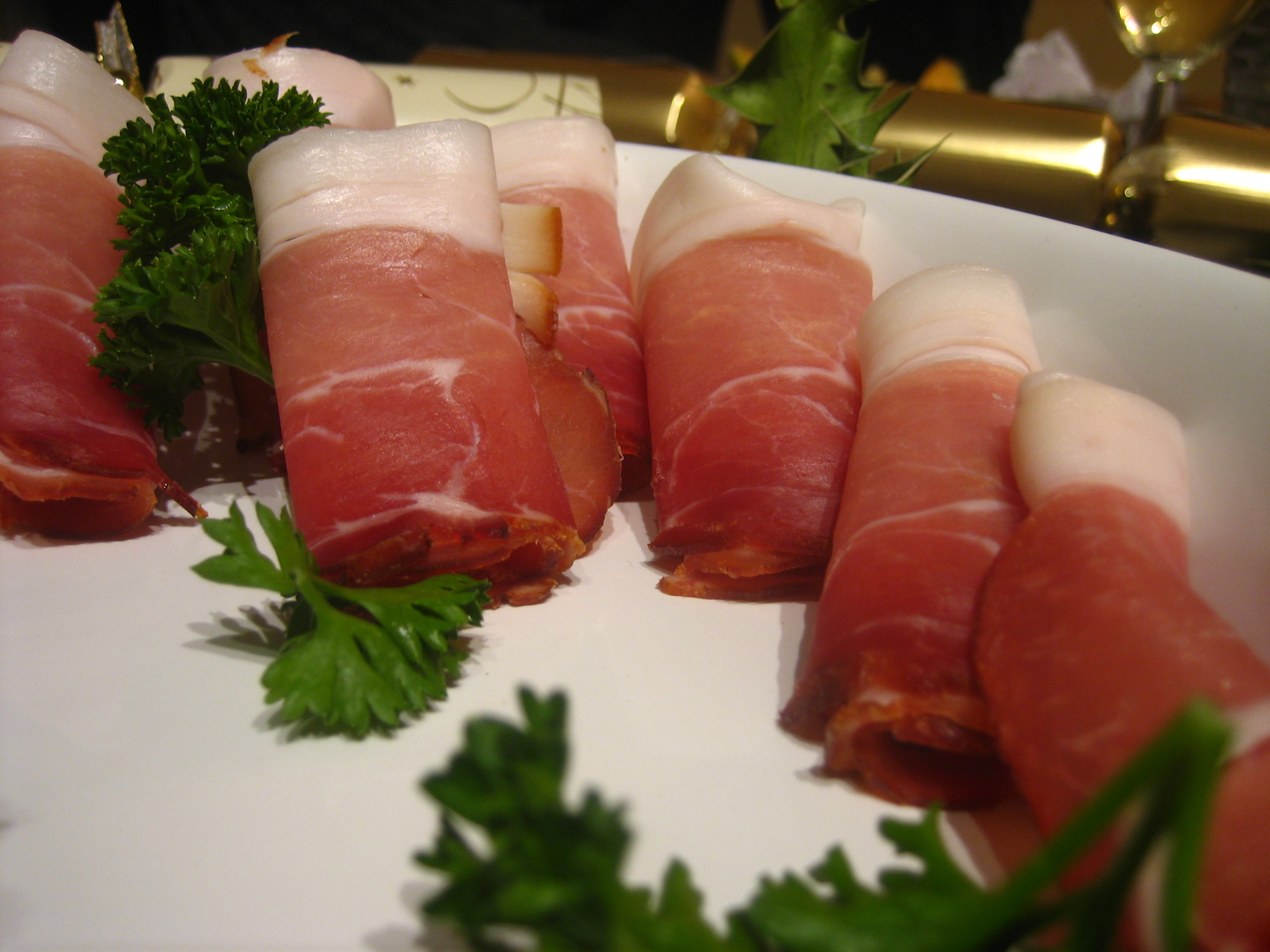
Schwarzwälder Schinken

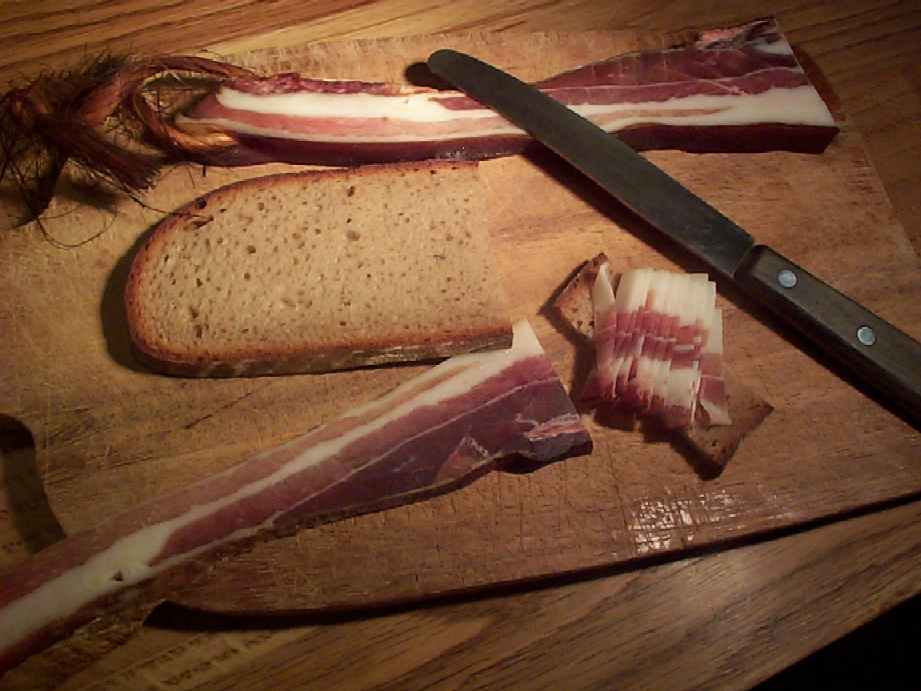
Schwarzwälder Speck

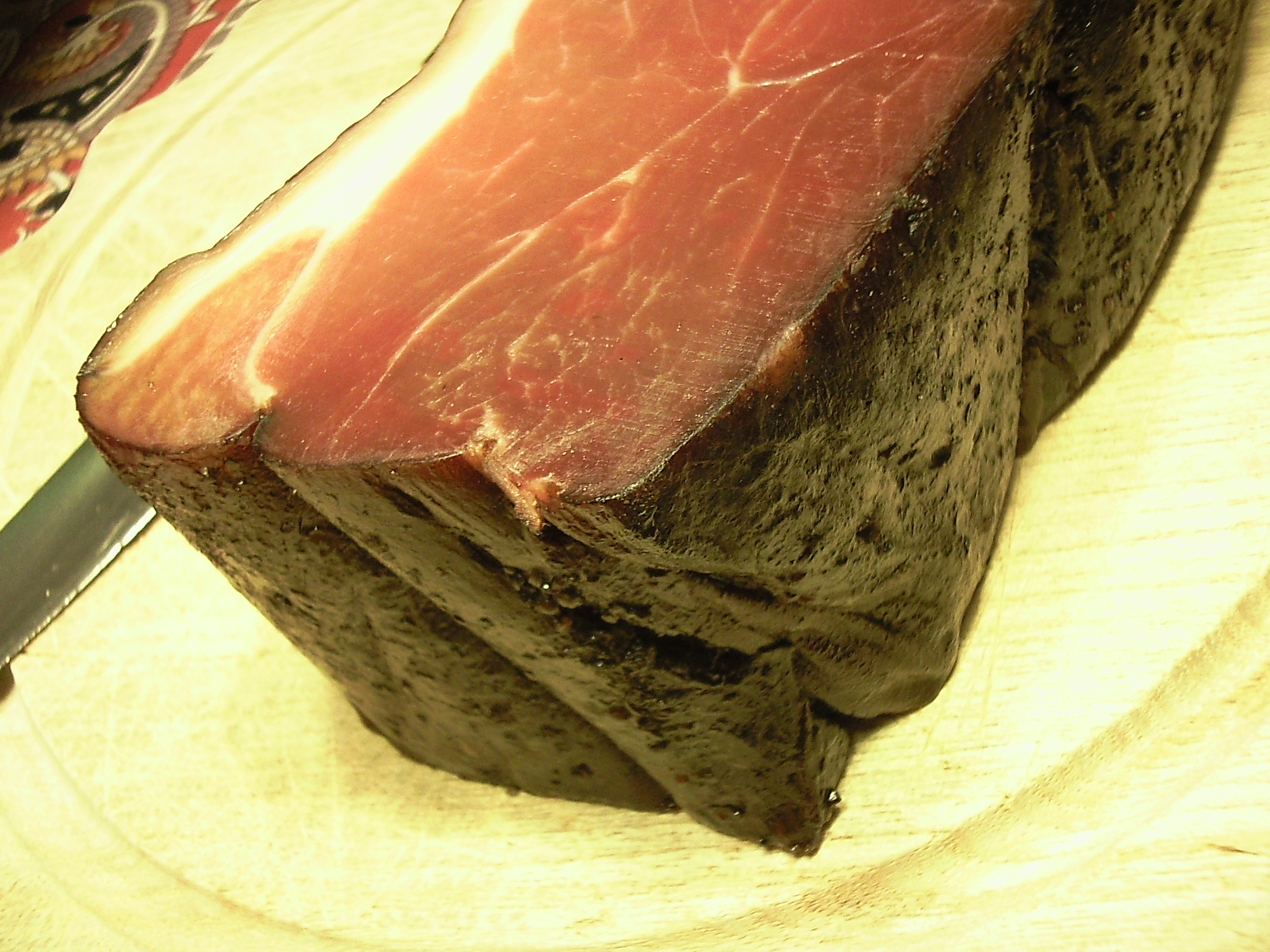
Stück Schwarzwälder Schinken

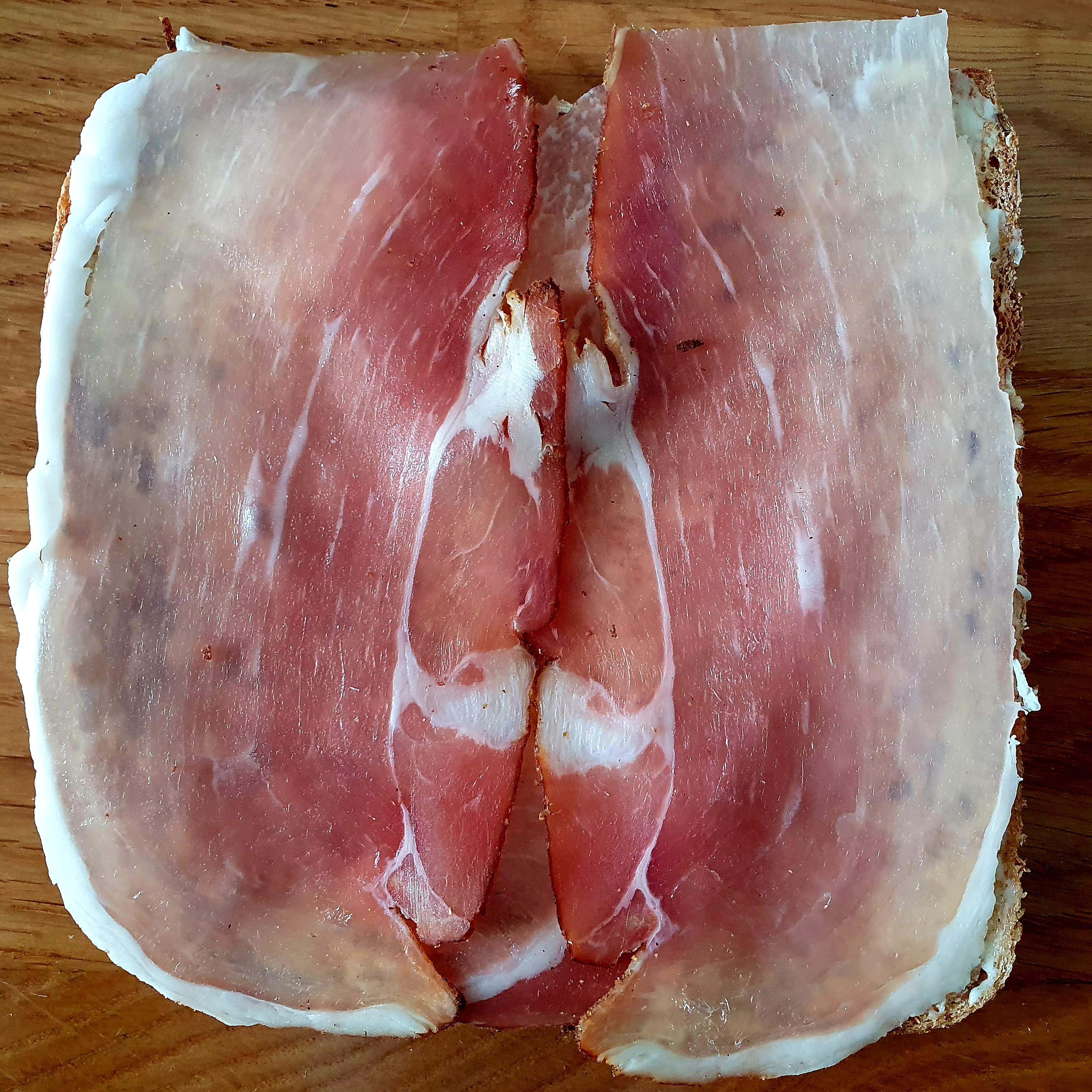
Schwarzwälder Schinken auf Toastbrot

Schwarzwälder Schinken ist ein zugeschnittener, knochenloser, geräucherter Rohschinken, der im Schwarzwald hergestellt wird. Seit 1997 ist „Schwarzwälder Schinken“ eine geschützte geographische Angabe (g.g.A.) der Europäischen Union, die in der Produktspezifikation das traditionelle Herstellungsverfahren festschreibt. Die gesamte Herstellung, von der Prüfung der spezifikationsgerechten Qualität der ungepökelten Schweinehinterschinken bis zum verkaufsfertigen Endprodukt, erfolgt im abgegrenzten geografischen Gebiet.
Das strengere EU-Siegel „Geschützte Ursprungsbezeichnung“ (g. U.) findet keine Anwendung. Das heißt, dass Tierzucht, Schlachtung und Schnitt des Schinkens auch außerhalb des Schwarzwalds erlaubt sind.
Schwarzwälder Speck wird auf gleiche Weise aus Bauchspeck hergestellt, diese Bezeichnung ist allerdings nicht geschützt.

## Geschmack und Aussehen
Schwarzwälder Schinken zeichnet sich durch eine dunkle äußere Farbe aus, im Anschnitt durch eine kräftige rote Fleischfarbe. Der Magerteil hat einen spezifischen Schinkengeschmack, der Speckanteil ein nussartiges Aroma. Schwarzwälder Schinken muss über einen weißen Speckanteil verfügen, der den Genusswert erhöht und abrundet. Entfettete Schinken, auch wenn sie im Schwarzwald hergestellt und geschnitten sind, dürfen nicht als Schwarzwälder Schinken bezeichnet werden.

## Herstellungsverfahren

### Geografisches Gebiet
Für den Verkauf im EU-Raum muss der Schinken im Schwarzwald hergestellt werden. Als geografische Grenzen des Schwarzwalds gelten im Westen die von Basel nach Karlsruhe führende B 3, im Norden von Pforzheim den Schwarzwaldausläufern entlang der B3 nach Karlsruhe, im Süden vom Rhein östlich bis Basel über Lörrach, Schopfheim bis Waldshut, im Osten über das Wutachtal, Donaueschingen, Schwenningen, Rottweil, Oberndorf/Sulz, Nagold und Calw nach Pforzheim. Gemarkungen, die bis zur Gemeindegebietsreform in Baden-Württemberg Anfang der 70er Jahre von den genannten Grenzlinien durchschnitten werden, gelten zur Gänze einbezogen.

### Herstellungsschritte
Der Herstellung der Schinken geht die gründliche Wareneingangskontrolle der Hinterschinken voraus. Die Überprüfung von Temperatur, Gewicht, Fettanteil und pH-Wert soll die gewünschte Spitzenqualität in der Endstufe gewährleisten.
Zur Herstellung wird der Schinken trocken gepökelt und dabei mit hauseigenen Gewürzmischungen, u. a. mit Knoblauch, Koriander, Pfeffer und Wacholder, eingerieben. Der Schinken wird anschließend in Behältern geschichtet, wobei Fleischsaft austritt, der die Lake bildet. Nach einigen Wochen Verweilzeit werden die Schinken aus der Salzlake genommen und einige Tage zum sogenannten Durchbrennen trocken gelagert. Anschließend wird der Schinken mindestens eine Woche lang in speziellen, gemauerten Räucherkammern kalt mit Nadelhölzern und Sägemehl aus dem Schwarzwald bei rund 25 °C geräuchert. An die Räucherung schließt sich eine mehrwöchige Trockenlagerung zur Reifung in speziell klimatisierten Räumen an. Das verleiht dem Schinken sein charakteristisches, kräftiges Aroma und eine typische schwarzbraune Schwarte.
Schwarzwälder Schinken hat typischerweise einen Austrocknungsgrad von ca. 25 % und ein Wasser-Eiweiß-Verhältnis von 2,2:1 bezogen auf den ganzen Schinken.

## Herkunft aus dem Schwarzwald

### Schutzverband der Schwarzwälder Schinkenhersteller e. V.
1989 schließen sich Hersteller von Schwarzwälder Schinken zusammen und gründen den Schutzverband der Schwarzwälder Schinkenhersteller e. V. in Villingen-Schwenningen. Der Schutzverband verfolgt von Anfang an das Ziel, die traditionelle und handwerklich hergestellte Schinkenspezialität in ihrer überlieferten Beschaffenheit zu schützen und für zukünftige Generationen zu bewahren. Angestrebt wurde zudem die Aufnahme in das von der EU 1993 eingeführte europäische Schutzprogramm für Agrarprodukte, die 1997 durch die Eintragung in das Register der geografisch geschützten Produkte (g. g. A.) erfolgte. Die Mitglieder des Schutzverbandes garantieren bis heute die Qualität des Schwarzwälder Schinkens und die Einhaltung der g. g. A.-Spezifikationen mit einem strikten Qualitätsmanagement in den Betrieben. Dazu gehören regelmäßige externe Untersuchungen sowie die staatlichen Kontrollen durch das Regierungspräsidium Karlsruhe. Zudem versteht sich der Verband als weltweiter Botschafter des Kulturguts Schwarzwälder Schinken. Der Schutzverband der Schwarzwälder Schinkenhersteller e. V. in Villingen-Schwenningen umfasst 13 Mitgliedsbetriebe und drei Innungen.

### Herkunft der Schweinekeulen
Das Fleisch für die Schinken muss nicht aus dem geografisch abgegrenzten Gebiet Schwarzwald stammen, sondern kann frei aus Deutschland und anderen Herkünften bezogen werden. Die Schweinekeulen stammen von Schweinen aus Baden-Württemberg (10 %), aus anderen deutschen Bundesländern (70 %) und aus dem EU-Ausland (20 %).
Die zur Herstellung von Schwarzwälder Schinken benötigten Hinterschinken dürfen nur Schweinen entnommen werden, die in Bezug auf Haltung, Fütterung und Typ (Fleischschwein) Gewährleistung für die gewünschte Spitzenqualität in der Endstufe der Verarbeitung bieten.

### Schnitt und Verpackung
2005 beantragte der Schutzverband der Schwarzwälder Schinkenhersteller die Änderung der Spezifikation der g. g. A. Demnach sollte auch das gewerbliche Aufschneiden (sog. Slicen) und Verpacken zum Zwecke des Verkaufs als aufgeschnittenes Produkt in der Region erfolgen. Ausnahmen sollten für den Einzelhandel, Gaststätten und Cateringbetriebe gelten, die Schwarzwälder Schinken aufschneiden und zur alsbaldigen Abgabe verpacken oder lose an den Verbraucher abgeben. Gegen diesen Änderungsantrag legte die Abraham Schinken, die in Schiltach im Schwarzwald Schinken würzt und räuchert, Beschwerde ein. Das Unternehmen will diese Schinken in seinem Werk in Norddeutschland aufschneiden und verpacken. Nach 14 Jahren Rechtsstreit, der bis zum Europäischen Gerichtshof ging, entschied das Bundespatentgericht im August 2019, dass Schwarzwälder Schinken auch außerhalb des Schwarzwalds geschnitten und verpackt werden darf. Der Schutzverband hat dagegen wiederum Beschwerde beim BGH eingelegt. Im Februar 2021 bestätigte der BGH den Entscheid des Bundespatentgerichts.

### Schwarzwälder Schinkenmuseum
2013 wurde das Schwarzwälder Schinkenmuseum auf dem Feldberg (Hochschwarzwald) im Feldbergturm eröffnet. Interaktive Stationen in drei Sprachen erklären unterhaltsam und spielerisch Wissenswertes rund um den Schwarzwälder Schinken.

### Schwarzwälder Schinkenlauf
Von 2014 bis 2020 fand jährlich der Schwarzwälder Schinkenlauf in Feldberg-Altglashütten statt, der vom Schutzverband der Schwarzwälder Schinkenhersteller e. V. organisiert wurde. Zahlreiche Läuferinnen und Läufer konnten sich in unterschiedlichen Läufen messen. Aufgrund der Pandemie wurde die Laufserie ausgesetzt.

## Nachfrage
Im Jahr 2018 betrug die abgesetzte Menge 61 Millionen Kilogramm. Über die Discounter wurden 85 %, über den Fachhandel 10 % und über die Gastronomie 5 % der Menge abgesetzt. Bis zu 25 Prozent der Gesamtproduktion gehen nach Frankreich, Benelux und Osteuropa.